# Louis Hayet
Pour les articles homonymes, voir Hayet.
Louis Hayet est un peintre post-impressionniste français né à Pontoise le 29 août 1864 et mort à Cormeilles-en-Parisis le 27 décembre 1940.

## Biographie

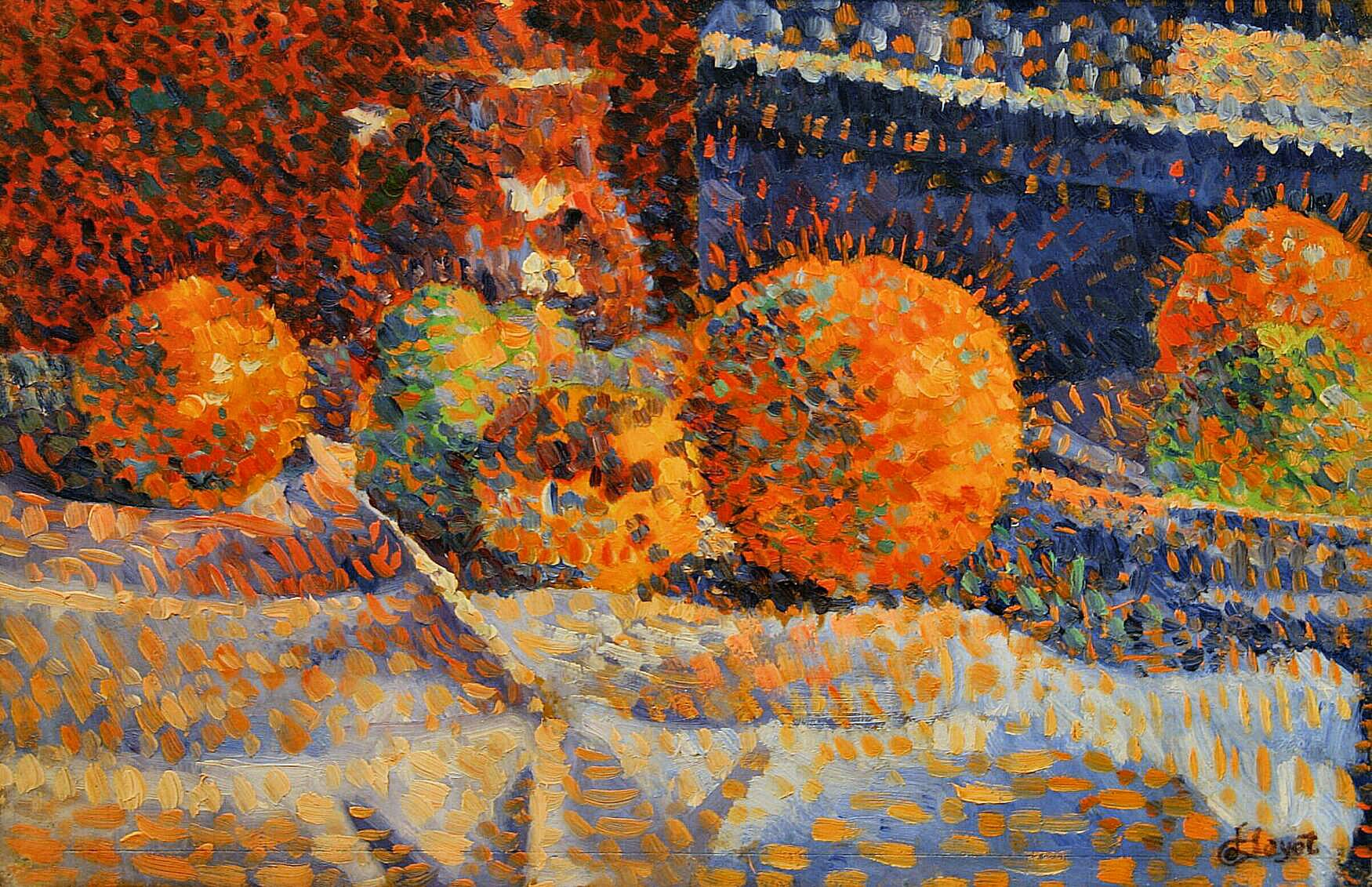
Attribué à Louis Hayet
Nature morte aux oranges
Collection privée en dépôt
au musée Camille-Pissarro
présenté au Musée Tavet-Delacour
(tous deux à Pontoise).

Ses parents, Calixte Hayet et Léontine Dufour, sont très pauvres. À l'école, Louis Hayet est timide et réservé mais est considéré comme intelligent et doué. Sa prédisposition pour la peinture apparaît dès 1876. De 1877 à 1884, il sillonne les routes avec son père, marchand ambulant. Il réussit à s'inscrire à l'école des Arts décoratifs (Paris).
Il se lie au groupe néo-impressionniste, d'abord à Camille Pissarro et son fils Lucien, puis Paul Signac et surtout Georges Seurat, qui le marque profondément. D'abord pointilliste, il revient à une manière plus classique en 1890, après avoir exposé La Place de la Concorde aux Indépendants avec le Groupe des XX, et Paul Signac supprimera toute mention de Louis Hayet dans la seconde édition de son ouvrage D'Eugène Delacroix au néo-impressionnisme (le manifeste du pointillisme).
Il peint des scènes de cirque et des paysages urbains dans l'esprit de Seurat. Il a un atelier à La Frette, et réalise de nombreux paysages des environs. On lui doit des marines de ses voyages en Bretagne, des vues de Montmartre où il avait un atelier rue d'Orchampt en 1890.
Ami de Georges Tardif, architecte et peintre, rencontré à l'École des Arts décoratifs en 1878, il est le témoin de la naissance de la fille aînée de Tardif, Alice, née à Montmartre le 1er septembre 1894. 
Exposant chez Le Barc de Boutteville fin 1895, il rencontre Lugné-Poe qui lui demande, et ce, durant trente ans, la réalisation de décors pour le théâtre de l'Œuvre, sans obtenir gain de cause. Son cousin, directeur de l'école d'Alembert de Montévrain, l'embauche comme professeur de dessin d'ornement, poste qu'il conserve jusqu'en 1911.
En 1910, il gagne le Concours Lépine pour son trépied articulé avec sa table triptyque.
Hayet consacre la fin de sa carrière à des recherches scientifiques sur les pigments ou la couleur, sans cesser de peindre.
Sa production se réduit à partir de la fin des années 1920. Il publie un conte philosophique en 1932, Kun l'ahuri.
Un collège dans la ville de Cormeilles-en-Parisis (Val-d'Oise) a reçu pour nom celui du peintre en son hommage.

## Œuvres dans les collections publiques
Certains critiques, dont son biographe Jean Sutter, estiment la production de Hayet difficile à dater et totalisant 500 toiles dont la moitié aurait disparu.
En France
- Pontoise, musée Camille-Pissarro.

En Suisse
- Genève, Petit Palais.